# Володино (Донецкая область)
Володино (укр. Володине) — село в Старомлыновской сельской общине Волновахского района Донецкой области Украины.

## Общие сведения
Население по переписи 2001 года составляло 285 человек. Почтовый индекс — 85552. Телефонный код — 6243.

## История
Основано в качестве еврейской земледельческой колонии. Также включает в свой состав другую бывшую еврейскую земледельческую колонию, село Удачное.

## Местная власть
85552, Донецкая область, Волновахский район, с. Старомлыновка, ул. Центральная, 97.